# Вурм, Харальд
Харальд Вурм (нем. Harald Wurm; род. 8 сентября 1984 года, Швац) — австрийский лыжник, участник двух Олимпийских игр, чемпион мира среди молодёжи. Специализируется в спринтерских гонках.
В Кубке мира Вурм дебютировал 19 декабря 2002 года, в январе 2005 года первый раз попал в десятку лучших на этапах Кубка мира, в спринте. Всего имеет на своём счету 6 попаданий в десятку лучших на этапах Кубка мира, 3 в личном спринте и 3 в командном. Лучшим достижением Вурма в общем итоговом зачёте Кубка мира является 71-е место в сезоне 2012/13.
На Олимпийских играх 2006 года в Турине был 24-м в спринте.
На Олимпийских играх 2014 года в Сочи занял 23-е место в спринте и 16-е место в командном спринте. 
За свою карьеру принимал участие в четырёх чемпионатах мира, лучший результат 7-е место в командном спринте на чемпионате мира 2013 года, а в личных гонках 40-е место в спринте на чемпионате мира 2007 года. На молодёжном чемпионате мира 2006 года завоевал золотую медаль в спринте.
Использует лыжи производства фирмы Fischer, ботинки Salomon.